# Takeshi’s Castle
Takeshi’s Castle (japanisch 風雲!たけし城, Fūun! Takeshi-jō, deutsch etwa: „Zeig, was in dir steckt! Burg Takeshi“) ist eine international bekannte japanische Spielshow, die zwischen 1986 und 1989 auf dem japanischen Fernsehsender TBS erstausgestrahlt wurde. Seit 2023 strahlt Prime Video ein Reboot aus.
Seit 2014 wird in Thailand eine weitere Neuauflage unter dem Namen Takeshi’s Castle Thailand produziert.

## Produktion und Ausstrahlung
Die Show wurde vom 2. Mai 1986 bis zum 14. April 1989 jeweils freitags um 20:00 Uhr vom japanischen Fernsehsender TBS ausgestrahlt. Insgesamt gab es 133 Folgen: 118 Folgen mit normaler Länge und Finale, 11 Specials (davon 9 mit Finale) und 4 Rückblicksendungen.
Grundidee der Show war eine reale Umsetzung von Jump-’n’-Run-Computerspielen wie Super Mario. Zunächst noch mit geringem Budget und Aufwand gedreht, wurde später auf dem Gelände der Midoriyama-Studios (35° 34′ 6″ N, 139° 29′ 2″ O) bei Yokohama ein eigenes Gelände für die Show mit festen Gebäuden und künstlichen Seen eingerichtet (heute befindet sich dort eine Firma).
Zum 20-jährigen Jubiläum von TBS fand am 2. April 2005 noch einmal eine Live-Sondersendung von Takeshi’s Castle statt.

### Internationaler Erfolg
Bei den zahlreichen internationalen Ausstrahlungen der Show wurde der eher sachlich-nüchterne Stil der japanischen Originalkommentare in den meisten Fällen durch humorvolle Anmerkungen ersetzt und die Unterhaltungen in der Show wurden oft von im jeweiligen Land bekannten Kabarettisten oder Komikern neu synchronisiert. Teilweise fanden die für die Show gebildeten Wortneuschöpfungen und Namen sogar Eingang in den allgemeinen Sprachgebrauch, wie etwa in Spanien.
Takeshi’s Castle wurde u. a. in Großbritannien, Spanien, Italien, Frankreich (in Ausschnitten), Portugal, Deutschland, Indien, Australien (in Ausschnitten), Taiwan und den USA gezeigt.
Viele Länder produzierten in den Folgejahren eigene Adaptionen von Takeshi’s Castle, um an den Erfolg der Gameshow anzuschließen. In Deutschland ist diesbezüglich besonders Entern oder Kentern zu nennen, welches viele Parallelen zu Takeshi’s Castle aufwies.

### Deutschland
In Deutschland lief Takeshi’s Castle – für deutsche Zuschauer eine gewisse Anknüpfung an Spiel ohne Grenzen – zum ersten Mal von 1999 bis 2001 in 120 Folgen auf DSF. Kommentator war der Schauspieler und Sprecher Armin Berger. Diese Version hatte eine Länge von 34 Minuten ohne Werbung. Nur die Interviews der Moderatoren mit den ausgeschiedenen Kandidaten wurden herausgeschnitten.
Eine neue Ausstrahlung erfolgte vom 3. Juli 2007 bis zum 2. September 2008 werktags um 16:05 Uhr bei RTL 2. Dabei handelte es sich um eine neu synchronisierte Fassung auf der Grundlage einer auf 25 Minuten (ca. 16–20 Minuten ohne Werbung und ohne Rückblicke und andere wiederholende Sequenzen) pro Folge gekürzten britischen Version. Besonders war bei dieser Version, dass alle Comedysketche zwischen Takeshi und seinem Berater herausgeschnitten und nur die Etappenspiele (meist 7 der 9 Originalspiele pro Folge) gezeigt wurden. Die britische Firma hat insgesamt 145 Folgen (inklusive Sondersendungen) produziert. RTL 2 hatte zunächst 40 Folgen ausgestrahlt, die erste britische Staffel. Von 28. August bis 14. September 2007 wurde diese Staffel am gleichen Sendeplatz wiederholt. Ab dem 17. September 2007 lief die zweite britische Staffel bei RTL 2, wobei in unregelmäßigen Abständen und ohne erkennbare Gründe auch Wiederholungsfolgen gezeigt wurden. Vom 2. Januar bis 28. März 2008 wurden die ersten elf Folgen der dritten Staffel ausgestrahlt. Seit dem 31. März 2008 zeigte RTL 2 die restlichen Folgen der dritten Staffel aus England. Nachdem die vierte Staffel vollständig gezeigt wurde, wurden alle 122 Normalfolgen wiederholt. Ab dem 9. November 2009 strahlte Comedy Central abends die erste Staffel der britischen Bearbeitung aus.
Seit Ende Februar 2017 werden auf RTL Nitro jeden Samstag ca. 13:20 Uhr zwei Folgen (RTL-2-Version) ausgestrahlt und am folgenden Sonntag wiederholt.

### Neuauflage durch Amazon
Im März 2022 gab Amazon bekannt, für seinen Streaming-Dienst Amazon Prime neue Folgen zu produzieren. Diese wurden am 4. August 2023 veröffentlicht.

## Ablauf

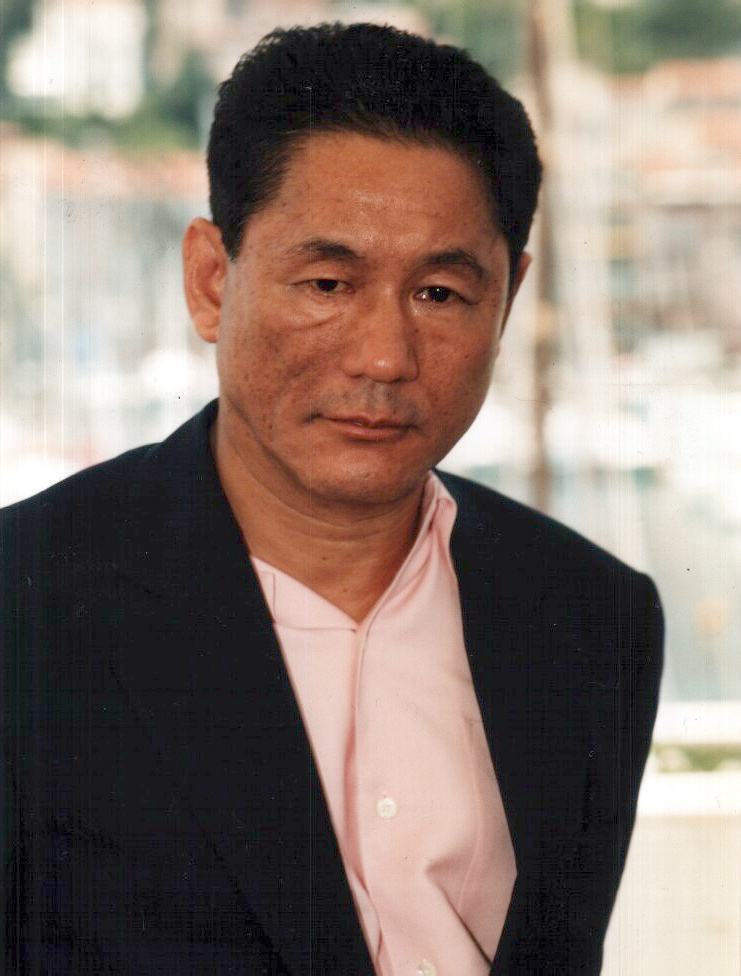
Takeshi Kitano

Bei Takeshi’s Castle treten zwei Parteien gegeneinander an. Die eine wird von General Hayato Tani angeführt, der versucht, mit Hilfe einer Mannschaft von 90 bis 150 Kandidaten die Burg von Fürst Takeshi (gespielt von dem japanischen Schauspieler, Kabarettisten und Regisseur Takeshi Kitano) zu erobern. Ihre Gegner sind Takeshi und sein Gefolge, die versuchen, die anstürmenden Massen aufzuhalten.
Um im Finale dem Fürsten persönlich gegenübertreten zu dürfen, müssen die Kandidaten einige mehr oder weniger schwierige Etappen (Spiele) bewältigen. Bei jeder Etappe scheiden Kandidaten aus, bis am Ende die Teilnehmer für das Finale feststehen.
Die Einleitung am Anfang jeder Folge war in der ersten deutschen Fassung beim DSF (1999–2001) mit leichten Abwandlungen immer dieselbe:
… und wieder bricht ein Tag auf der Burg des Fürsten Takeshi an. Auch heute wird er sich der Eindringlinge erwehren müssen, die versuchen, seine Burg zu stürmen. Sein Gegner ist der General, der täglich neue Freiwillige findet, die mit ihm die Burg erobern wollen. Allerdings hält Takeshis Abwehr dagegen. Takeshi ist vorbereitet. Sein Ratgeber, der verschlagene Berater Ishikura, trainiert die fürstliche Abwehrmannschaft. Ihr größter Spaß ist es, den Kandidaten des Generals das Leben schwer zu machen.
In 133 (127 mit Finalspiel) Originalfolgen wurde die Burg neunmal erobert, 117-mal wurden die Angreifer erfolgreich abgewehrt. Einmal konnte wegen eines technischen Defekts kein Finalspiel stattfinden, was als Unentschieden gewertet wurde.

## Spieleteams

### General Tanis Team
Das Team von General Hayato Tani, bei RTL 2 General Lee genannt, besteht aus freiwilligen Männern und Frauen. In einigen Folgen wird die Burg jedoch nur von einem Geschlecht bzw. sogar nur von Kindern gestürmt. In drei Folgen nahmen nicht nur japanische, sondern internationale Kandidaten u. a. auch aus Deutschland an der Show teil. Des Weiteren gab es auch diverse Sondersendungen, in denen u. a. verlobte Paare oder Vater und Sohn bzw. Mutter und Tochter zum Zuge kamen.

### Takeshi und die Leibgarde
Fürst Takeshi
- Der vergnügungssüchtige Fürst Takeshi, dem es eine Freude ist, die Kandidaten vor schwere Aufgaben zu stellen und sie scheitern zu sehen. Er wird in den Folgen 1 bis 27 und 55 bis 133 von Takeshi Kitano gespielt, der unter seinem Künstlernamen Beat Takeshi auftritt. In Folge 28 bis 55 wurde er von einem „Takeshi-Pappkopf“ (einen Leibgardisten mit einem überdimensionalen Kopf aus Pappmaché) vertreten.

Die Leibgarde, bei RTL 2 Smaragdgarde genannt, besteht aus:
- Saburō Ishikura (erster „verschlagener“ Berater des Fürsten, wird ab Folge 44 durch Higashi ersetzt)
- Michiru Jō (der Neffe des Fürsten, der u. a. öfter bei der Hängebrückenetappe auftritt, wo er zusammen mit Pop und Corn versucht, mit Schaumpolystyrol-Kanonenkugeln die Kandidaten von der schwankenden Hängebrücke zu schießen)
- Oniji Tankobo und Strong Kanegou (Takeshis stärkste Kämpfer, werden meist im Labyrinth eingesetzt, außerdem u. a. beim Football)
- Brad Lesley (Ajimaru Resry) – genannt „Animal“ (kommt erst ab Folge 72 in der Serie dazu und übernimmt eine ähnliche Rolle wie Tankobo oder Strong Kobayashi)
- Tatsuo Tokashiki und Makoto Dainenji (wurden vor allem auf der letzten Etappe, den geheimen Zugängen zur Burg, eingesetzt)
- Masanori Okada (Allrounder, arbeitete im Labyrinth sowie beim Sumoringen; seine Paraderolle ist es jedoch, die Kandidaten beim Schienenbrett ins Wasser zu stoßen)
- Umanosuke Ueda (war u. a. im Labyrinth aktiv)
- Yohichi Shimada (hat viele Funktionen; Paraderolle: als Pocahontas verkleidet verwirrt er die Kandidaten bei der Surfetappe)
- Sonomamma Higashi (Prügelknabe für vieles, was misslingt; später Takeshis neuer Berater). Der ihn spielende Hideo Higashikokubaru ist inzwischen Politiker und war von 2007 bis 2011 Gouverneur der Präfektur Miyazaki.
- Konishiki-chen, eine Anspielung auf den damals schwersten Sumoringer, Konishiki Yasokichi (nur beim Sumoringen und beim Torwandlaufen)
- Gitayu Great, Shino-ryu, Ofuji Seki, Mimi Hagiwara, Shin Sugamuma, Joker (nur beim Sumoringen)
- Kuihiko Katsura (Leiter des Karaoke-Singens)
- Koji Sekiyama und Takayuki Zokomizo (Jury beim Karaoke-Singen)
- Bondo Oki (Moderator in der Karaoke-Bar)
- Tadajij Kikuchi (Anführer beim Schlossberg)
- Pop & Corn (das Zwillingspaar: Shoji und Shoichi – auch die „Regenbogenbrüder“ genannt, weil sie meistens regenbogenfarbige Umhänge tragen –, das die Kandidaten auf der Hängebrücken-Etappe mit einer Kanone beschießt oder sie bei der Reise in der Reisschale anstößt)
- Ritter Chu (riesige Samuraipuppe, die immer wieder in den verschiedenen Etappen eingesetzt wird)

und noch viele weitere

### Das Schlachtfeldmoderatorenteam
Besteht aus mehreren im Safarilook gekleideten Moderatoren, die die ausgeschiedenen Kandidaten auf lustige Weise interviewen. Sie kommen in keiner deutschen Version vor. Sie sind nur in Japan, Amerika und Spanien zu sehen.

## Die Etappenspiele

### Einzelspiele
Die Grenzwand (RTL 2), Die Grenzmauer (DSF)
Eine zweieinhalb Meter hohe, senkrechte Wand muss von den Teilnehmern überwunden werden. Anschließend geht es den Steilhang auf der Rückseite der Mauer hinunter. Dem Spiel ist ein Zeitlimit gesetzt.
Die Grenzmauer (RTL 2), Der Grenzwall (DSF)
Abwechselnd zur Grenzmauer müssen die Teilnehmer zunächst über eine steile, rutschige Schräge die Spitze der Grenzmauer erreichen, um anschließend auf der anderen Seite über eine weitere Schräge sicher und vor allem nass in die zweite Etappe zu rutschen. Oben am Wall sind verschieden lange Seile befestigt, und wer es schafft, eines davon zu erreichen hat schon halb gewonnen. Die Prüflinge müssen sich mit reiner Muskelkraft über das Hindernis ziehen. Dem Spiel ist ein Zeitlimit gesetzt.
Der Fangospaß (RTL 2), Das Schlammloch (DSF)
Die Kandidaten müssen innerhalb des Zeitlimits ein riesiges Schlammloch durchqueren.
Wurde nur in den Folgen 18 und 19 gespielt, als der Grenzwall renoviert wurde.
Das Brötchenspiel (RTL 2), Das Brötchenbeißen (DSF)
Brötchen, die an Gummiseilen aufgehängt und in Plastiktüten eingepackt über den Köpfen der Kandidaten baumeln, müssen mit dem Mund erreicht werden. Wer mit einem Brötchen im Mund durch das Ausgangstor läuft, ist für die nächste Etappe qualifiziert. Die Bewegungsfreiheit der Teilnehmer ist durch einen stramm sitzenden Gummireifen eingeschränkt. Wer die Hände zu Hilfe nimmt, scheidet aus.
Die Siebenmeilenstiefel (RTL 2)
Alle Kandidaten stürmen gleichzeitig aus Toren auf eine Sammlung Schuhpaare zu und müssen versuchen, damit ein mit Leim bestrichenes Feld zu durchqueren. Die Art der Schuhe kann dabei sehr unterschiedlich sein, das Spektrum reicht von Bigfoot-Hausschuhen über Halbschuhe bis zu Stiefeln in allen Größen.
Das Torwandrennen (RTL 2), Das Torwandlaufen (DSF)
Vier Mauern stehen hintereinander im Abstand von jeweils zehn Metern. In jeder Mauer befinden sich vier Tore. Die Tore können entweder aus Papier, aus Papier mit einem Netz dahinter oder aus einer massiven Holzplatte bestehen. Von Kandidat zu Kandidat sind unterschiedliche Tore mit Holz oder Papier versehen. Bei der Wahl der Tore muss man also Glück haben oder einen harten Kopf, der das Holz durchstößt. Nach dem zweiten Tor versteckt sich ein Monster, das versucht, die Kandidaten aufzuhalten. Häufig wurde dieses Spiel auch als erstes Spiel gespielt, in dem dann alle Kandidaten gleichzeitig teilnehmen. Dabei stehen dann zehn Wände mit je zehn Toren auf dem Feld und am Ende ist ein großer, mit Mehl gefüllter Behälter, in dem Kugeln versteckt sind. Nur wer eine dieser Kugeln findet, kommt weiter.
Die Grenzmauer (RTL 2), Die erste Festung (DSF)
Die Kandidaten müssen mehr als vierzig kleine Stufen überwinden. Jede einzelne ist so schmal, dass gerade eine Fußspitze darauf Platz hat, und äußerst steil. Die Verteidiger sind hierbei mit druckluftbetriebenen Wasserpistolen ausgerüstet, die einen kräftigen Dauerstrahl erzeugen können. Die Kandidaten müssen darauf achten, dass ein runder, vor ihrem Gesicht hängender Papierschild nicht beschädigt wird. Zerreißt der Schild, geht er verloren oder wird durchtränkt, ist der Kandidat aus dem Rennen.
Der Drachensee (RTL 2), Das Tarzanspiel (DSF)
Die Herausforderer müssen sich an einem Seil von einem Felsen über einen See auf einen alten Baumstamm schwingen. Wer im Wasser landet, scheidet aus. Die Griffhöhe am Seil und der Absprung müssen genau stimmen. Selbst wer den Baumstamm erreicht, hat es schwer, auf den Füßen zu bleiben, denn die Landefläche ist mit Seife eingerieben.
Kuchen oder Leben (DSF)
Die Kandidaten müssen mit einem Würfel würfeln. Wenn sie gewürfelt haben, müssen sie in ein Loch steigen. Die 1 ist ganz vorne und die 6 ist ganz hinten. Wenn sie dann eingestiegen sind, wirft jemand eine Sahnetorte vom Anfang und muss versuchen den Kandidaten mit der Sahne zu treffen. Werden sie getroffen, haben sie verloren. Am besten ist es, die 6 zu würfeln, weil der Werfer es dann schwer hat zu treffen. Bei der 1 oder 2 hat man eigentlich so gut wie verloren. (Wurde nur in der jap. Folge 23 gespielt.)
Die Haihappen (RTL 2), Das Wellenreiten (DSF)
Die Kandidaten müssen ihre Geschicklichkeit im Wellenreiten unter Beweis stellen. Auf dem Weg ins Ziel sind drei Hindernisse zu überwinden. Schon der richtige Aufsprung ist mit entscheidend. Wichtig ist es, das Gleichgewicht zu bewahren.
Die Matschrutschen (RTL 2), Das Stegespiel (DSF)
Mehrere Stege führen zum Ziel, der Teilnehmer muss den richtigen Weg finden, ansonsten lauert einer von Takeshis Schergen. Ist der richtige Steg gefunden, muss noch das richtige Tor erwischt werden.
Das Footballspiel
Jeweils fünf Teilnehmer treten gleichzeitig an und müssen versuchen, einen Touchdown zu erreichen. Zehn Verteidiger (u. a. Oniji Tankobo, Strong Kanegou und Umanosuke Ueda) stellen sich ihnen dabei in den Weg. Überwacht wird das Ganze von Michiru Jo und Yohichi Shimada. Wer von den Füßen geholt wird, den Ball verliert oder das Spielfeld verlässt, scheidet aus. Die Spielerverkleidung der Verteidiger wiegt etwa 30 kg. Bei der Zweiten Spielversion dieses Spiels tritt nur jeweils ein Kandidat an. Dabei müssen männliche Spieler sich gegen sieben Verteidiger behaupten und die Weiblichen nur gegen fünf.
Das harte Pflaster (RTL 2), Der Drachensee (DSF)
Die Königsetappe und beinahe in jeder Folge zu bewältigen. 25 etwa einen Meter voneinander entfernte Steine sollen die Überquerung eines Wassergrabens möglich machen, aber wechselweise sind immer fünf Steine locker.
Die Bienenwabe / Die Käsekästchen (RTL 2), Das (Waben-)Labyrinth (DSF)
In der Bienenwabe müssen sich die Kandidaten ihren Weg durch zwölf Kammern bahnen. Nur ein Weg führt ins Ziel, alle anderen vor die Wand bzw. Wasser oder in die Arme von Strong Kanegou und Oniji Tankobo. Bekommt ein Verteidiger einen Kandidaten zu fassen, wird sein Gesicht schwarz bemalt und er scheidet aus. Das Tempo spielt keine Rolle.
Die Bowlingbahn (RTL 2), Das Bowlingspiel (DSF)
Die Kandidaten werden in überdimensionale Kegel gesteckt und auf einer zu Beginn zufällig gezogenen Position auf einer großen Bowlingbahn aufgestellt. Dabei stecken sie so fest in den etwa 15 kg schweren Kostümen, dass sie sich kaum bewegen können. Damit sich die Sportler nicht von den zugewiesenen Plätzen entfernen, werden ihnen zudem die Füße zusammengebunden. Die fürstliche Bowlingkugel hat einen Durchmesser von 1,40 m. Wer umgeworfen wird, scheidet aus.
Das Hasen-Taxi (RTL 2), Der Geierhorst (DSF)
Ein Hase soll von den Kandidaten in den Geierhorst gebracht werden. Wer es nicht schafft, wird eingenebelt. Sobald sich der Geier in die Lüfte erhoben hat, darf er von den Verteidigern mit Bällen beschossen werden. Ein Helm beeinträchtigt dabei die Sicht nach unten.
Der Flaggen-Appell (RTL 2), Das Fähnchenspiel (DSF)
Zwei Mannschaften treten gegeneinander an, etwa 20 Verteidiger gegen etwa 20 Kandidaten. Jede Mannschaft hat einen Mast, der aber nicht am Boden befestigt ist und deshalb gehalten werden muss. Ziel ist es, der anderen Mannschaft die Fahne abzujagen, die an der Spitze des Mastes befestigt ist. Dieses Spiel kam nur in jap. Folge 88 vor.
Der Stapellauf (RTL 2), Das Schienenbrett (DSF)
Die Kandidaten dürfen nun nur ein einziges Mal Schwung holen, um ein auf einer Schiene montiertes Rollbrett bis zu einem grünen Markierungspfeil zu bewegen. Wer zu viel Schwung holt, rollt über das Ziel hinaus und landet im Wasser, wer zu kurz rollt, wird von Herrn Okada, dem Sumpfmonster, ins Wasser geworfen.
Der Felsenkanal
Eine 50 Meter lange und extrem steile Rinne, die die Teilnehmer bis ganz nach oben durchlaufen müssen. Um die Chancen zu verringern, rollen die Leute des Fürsten große und kleine Pappmaché- und Polystyrol-Felsbrocken durch die Rinne. Chef der Abwehr ist Michiru Jo, der Neffe des Fürsten. Der Boden des Felsenkanals ist mit dickem Schaumstoff ausgelegt, ein paar Nischen bieten den Kandidaten Schutz auf dem Weg. Die Verteidiger in den Nischen versuchen, die Kandidaten in den Kanal zu stoßen, wenn ein „Felsen“ auf sie zurollt. Wer steckenbleibt oder überrollt wird, scheidet aus.
Die harte Nuss (RTL 2)
Es existieren zwei Versionen, die jeweils nur einmal gespielt wurden: Version 1 wurde nur in der jap. Folge 46 gespielt. Die Kandidaten schlüpfen in ein Nusskostüm, in dem sie sehr unbeweglich sind und müssen eine ca. 25 Meter lange, schmale in ca. 0,5 Metern Höhe angelegte Strecke ohne umzufallen durchlaufen. Version 2 wurde in der jap. Folge 75 gespielt, ähnelt dem Felsenkanal. Die mit Matratzen gepolsterten Kandidaten müssen den Schlossberg erklimmen und werden dabei mit riesigen Nüssen von den Verteidigern um Michiro Jo berollt.
Das Schleudertrauma (RTL 2)
Die Kandidaten müssen, ähnlich dem Geierhorst, eine kleine Seilbahn herunterfahren und im richtigen Moment loslassen, um einen rosa Ball zu erwischen. Dieser muss dann in einen etwa 2 Meter entfernten Trog geworfen werden. Lassen die Kandidaten zu früh oder zu spät los, landen sie im Matsch und werden von Herrn Okada mit schwarzer Tinte bemalt. Auch den Kandidaten, die den Ball nicht in den Trog werfen, werden die Gesichter schwarz bemalt. Wurde nur in der letzten jap. Folge gespielt, welche in Auszügen in zusammengeschnittenen Folgen (bei RTL 2) zu sehen war.
Die Großwildjagd
Bei diesem Spiel sind die Kandidaten ausnahmsweise nicht die Gejagten, sondern die Jäger. Takeshis Verteidiger verkleiden sich als große Tiere wie Giraffen, Nashörner oder Löwen. Aufgabe der Teilnehmer ist es, die Verteidiger mit einer Kugel am Kopf zu treffen. Der Kopf eines jeden Tieres ist an einem Scharnier befestigt und klappt nach einem Treffer um. Körpertreffer jeder Art bleiben unberücksichtigt. Nur wer in 60 Sekunden seinen Gegner am Kopf trifft, kommt eine Runde weiter. Wer es nicht schafft, wird von Tankobo und Kanegou in einen Käfig gesperrt. Es bleibt dem Fürsten überlassen, wann er den Käfig wieder öffnet. Dieses Spiel wurde nur zwei Mal gespielt.
Das Erdbebenzimmer (RTL 2), Die Rumpelkammer (DSF)
Jeweils fünf Kandidaten in traditionellen Kostümen finden Platz in der fürstlichen Rumpelkammer. Auf jeden wartet eine komfortable Sitzgelegenheit, bestehend aus einem extraweichen Schaumstoffblock und vier Kissen. Mit einem Pfiff tritt die fürstliche Dampfmaschine in Aktion. Das ganze Zimmer wird hin und her gerüttelt. Ziel ist es, auf dem Kissen sitzenzubleiben, bis das Beben vorüber ist. Wer herunterfällt, hat verloren und ist ausgeschieden. Natürlich darf man sich weder an den Wänden, noch an seinem Nachbarn festhalten. Die klassische Sitzhaltung muss beibehalten werden.
Das Tauziehen
Wurde nur einmal gespielt. Eine Mannschaft aus Kandidaten tritt im Tauziehen gegen eine Mannschaft von Verteidigern an. Später gab es eine andere Version, in der einzelne Kandidaten eines von fünf Seilen auswählen mussten, wobei sie nicht sehen können, welcher Gegner sich hinter welchem Seil verbirgt. Von einer einzelnen Wache bis hin zu einem Planierraupe reichen dabei die Gegner.
Das Sumoringen
Jeder Teilnehmer muss vor seinem Ringkampf einen farbigen Ball ziehen, so wird sein Gegner bestimmt. Die Ringer dürfen den Boden nur mit den Fußsohlen berühren und den Kreis nicht verlassen.
Der Fliegenpilz (RTL 2), Der fliegende Fliegenpilz (DSF)
Die Kandidaten müssen sich an einen rotierenden Fliegenpilz klammern, der sie wie eine Seilbahn über eine Matschlagune bringt. Der Stiel des Pilzes ist mit einem winzigen Loch versehen, in dem sich die Kandidaten festhalten können. Die weiblichen Kandidaten dürfen zusätzlich ein kurzes Seil benutzen. Am Ende der Fahrt müssen die Kandidaten auf ein kreisförmiges, gepolstertes Feld abspringen, um weiterzukommen.
Die Wildwasserbahn
Bei diesem Spiel müssen die Kandidaten stehend eine Wildwasserbahn hinunterrutschen. Am Ende der Fahrt befinden sich rechts und links eine Insel, von denen eine erreicht werden muss. Wurde nur in der 9. japanischen Episode gespielt, da nur 2 Kandidaten ausgeschieden sind.
Das Reisschalenrutschen (RTL 2), Die Reise in der Reisschale (DSF)
Die Kandidaten steigen in eine überdimensionale runde Reisschale und werden von Pop & Corn angeschoben. Sie rutschen in der Schale über einen bewässerten Abhang in einen Teich und müssen am anderen Ufer aus dem wackeligen Gefährt aussteigen. Wer ins Wasser fällt, scheidet aus.
Das Fußballfieber (RTL 2), Das Torwart-Training (DSF)
Michiru Jo schießt einen Fußball mit einer Kanone in die Luft, und die Kandidaten müssen ihn fangen. Dabei muss jeder Teilnehmer allerdings über ein Matschfeld laufen, welches jenes vom Spiel „Matschloch“ ist.
Der Ballhagel (RTL 2), Der Baseballbang (DSF)
Die Kandidaten müssen, in schwere, unförmige Baseballtrikots gekleidet, über einen schmalen Steg balancieren. Mit drei übergroßen Bällen, die wie Pendel aufgehängt sind, versucht der Verteidiger, sie in einen Graben zu befördern. Die Kugeln sind zudem noch unterschiedlich groß und schwer. Die Erste ist noch relativ leicht und klein, die Dritte hat einen Durchmesser von 1,40 Metern. Auch eine elliptische Flugbahn ist durchaus möglich.
Die Rechenbahn
Die Kandidaten sitzen in einer Schale und werden von einem Verteidiger angeschoben. Dabei rutschen sie eine Bahn entlang, wobei an der rechten Seite simple Mathematikaufgaben stehen, die sie während der Fahrt lösen müssen. Am Ende der Bahn bleiben sie stehen und müssen das Ergebnis der Aufgabe laut sagen. Ist das Ergebnis richtig, können sie aussteigen und kommen eine Runde weiter; Ist das Ergebnis falsch, fallen sie in ein Loch mit Schlamm bzw. Mehl und scheiden aus.
Das Walzwerk (RTL 2), Die sieben Walzen (DSF)
Sieben Walzen, die in unterschiedlichen Höhen über einem Wassergraben angebracht sind, müssen überquert werden. Alle haben mindestens einen Durchmesser von 1,50 m. Die Walzen drehen sich frei – sowohl vorwärts, als auch rückwärts, je nachdem wie man seine Kraft ansetzt. Der Abstand zwischen den Walzen ist so gewählt, dass er für die meisten Kandidaten größer als eine normale Schrittlänge ist.
Das Manöver (RTL 2), Der Schlossberg (DSF)
Die Kandidaten sind mit Wasserpistolen ausgestattet, doch auch Takeshis Abgesandte haben eine Spritzpistole. Gelingt es ihnen, den Papierschild vor dem Gesicht des Kandidaten zu zerstören oder zu durchtränken, ist dieser ausgeschieden. In späteren Episoden wurden die Wasserpistolen durch Laser ersetzt.
Der Flipper
Die Sportler müssen in einer durchsichtigen Kugel Platz nehmen. Michiru Jo schickt die Kandidaten auf ein wie bei einem echten Flipperautomaten mit Hindernissen gepicktes Spielfeld, und die Kugel sucht sich von alleine ihren Weg. Sollte eine Kugel liegenbleiben oder festhängen, so sorgt Ritter Chu für ihr Fortkommen. Die Kandidaten haben keine Möglichkeit, den Lauf der Kugel zu beeinflussen. Wer in einer der fünf Boxen landet, scheidet aus, nur wer bis ganz hinunter rollt, erreicht die nächste Etappe. Auch wer seitlich aus dem Feld rollt, ist ausgeschieden.
Aus heiterem Himmel (RTL 2), Das Flipperspiel (DSF)
Oben auf dem Spielfeld müssen die Teilnehmer eine Kugel anstoßen, danach schnell eine Treppe hinunterlaufen und die Kugel mit einem Topf fangen. Für den Teilnehmer ist es allerdings unvorhersehbar, wo die Kugel das Feld verlässt, da durch Hindernisse der Weg der Kugel zufällig verändert wird.
Der Katzenjammer
Bei diesem Spiel treten jeweils zehn Kandidaten gleichzeitig an. In unförmigen Katzenkugeln, welche Daruma-Glücksbringern nachempfunden sind, stehen sie am Fuße eines kleinen Hügels; oben auf dem Hügel steht der Katzenwärter des Fürsten. Die Kandidaten dürfen sich nur bewegen, wenn der Wärter einen Spruch aufsagt und das Gesicht von ihnen abwendet. Sobald er sich umschaut, darf sich nichts mehr bewegen. Wer umfällt, kommt von alleine nicht wieder auf die Füße. Auch wer als Letztes den Hügel erklimmt, scheidet aus.
Zweites Fort
Der Kandidat muss quer über einen Hügel auf die andere Seite kommen, um das Spiel fortzusetzen. Wenn er zur Unterseite des Hügels rutscht, hat er verloren. Um es schwieriger zu machen, ist der Hügel schlammig, und der Kandidat wird von den Wachen mit Polystyrolkugeln beworfen.
Das Baseballspiel
Fünf Kandidaten stehen in großen Schaumstoff-Baseballtrikots auf einem Spielfeld. Fünf Mal pro Runde wirft Pop einen Baseball, und Corn schlägt ihn hoch. Die Kandidaten müssen den Ball fangen. Fällt ein Ball auf den Boden, ist er verloren. Wer keinen Ball fangen konnte, ist ausgeschieden.
Die Handgiganten (RTL 2), Das Rechenspiel (DSF)
Die Kandidaten stehen als riesige Hände verkleidet auf einem Feld, auf dem Zahlen aufgemalt sind. Michiru Jo liest eine Rechenaufgabe vor. Anschließend müssen sich die Kandidaten auf die Fläche mit dem richtigen Ergebnis werfen. Wer auf einer falschen Zahl liegt, scheidet aus. Insgesamt muss man drei Mal richtig rechnen, um weiterzukommen.
Der Stabweitsprung
Die Teilnehmer müssen mit Hilfe eines Stabes eine Lagune überspringen und auf einem von drei Pontons landen. Doch selbst wer die Kissen trifft, kommt nicht unbedingt weiter, denn der Fürst hat ein extra weiches Material verwendet, das sehr stark federt.
Der Drahtseilakt (RTL 2), Die Hängebrücke (DSF)
Die Teilnehmer müssen auf einem einen halben Meter breiten, frei schwebenden Holzpfad von einer Seite einer Schlucht zur anderen balancieren. Dabei müssen sie einen goldenen Ball sicher ans andere Ende bringen. Wer ihn verliert, muss an den Start zurück. Außerdem werden sie von den Verteidigern des Fürsten mit Bällen beschossen. Fällt ein Kandidat in das drei Meter tiefer angebrachte Netz, ist er ausgeschieden.
Der Plankengang (RTL 2), Die rotierenden Planken (DSF)
Zwei jeweils fünf Meter lange Schwebebalken sind an gegenläufigen Rotoren befestigt, die sich in der Mitte bis auf wenige Zentimeter nahekommen. Nur wer hier den Übergang schafft, kommt sicher über einen Mehlsumpf. Wer den Aufsprung schafft, sollte sich möglichst schnell zur Mitte des Rotors bewegen, denn beim Übergang ändert sich natürlich die Drehrichtung, so dass man sein Gewicht blitzschnell auf die andere Seite verlagern muss. Dieses Spiel hatte die höchste Ausfallquote aller Spiele.
Das Dinoreiten (RTL 2), Das Drachenreiten (DSF)
Beim Dinoreiten/Drachenreiten dürfen sich die Kandidaten nur mit einer Hand am Griff des sich bewegenden Untiers festhalten. In der anderen Hand halten sie eine Wasserpistole, mit der sie eine an einem Papierstreifen vorbeischwebende Fledermaus abschießen müssen. Das Zeitlimit beträgt zwanzig Sekunden. Wer es bis dahin nicht schafft, wird mit Mehl bestäubt und scheidet aus.
Die fliegende Klette (RTL 2), Das Spinnennetz (DSF)
Die Kandidaten ziehen einen Klettanzug an. Dann nehmen sie Anlauf und schwingen sich an einem Seil über einen Teich zu einem Spinnennetz, das ebenfalls aus Klettmaterial besteht. Treffen die Kandidaten im richtigen Tempo und Winkel auf, bleiben sie hängen und kommen weiter. Wer abrutscht, fällt ins Wasser, wird zusätzlich von „Animal“ nassgespritzt und scheidet aus.
Das Walfahrrad
Die Kandidaten müssen mit einem riesigen, wie ein Wal aussehenden Fahrrad fahren. Zudem werden sie auf der kurvigen Strecke mit Plastikbällen beschossen.
Die Mini-Rallye (RTL 2), Das Dreiradfahren (DSF)
Die Kandidaten nehmen auf viel zu kleinen Dreirädern Platz und müssen innerhalb einer bestimmten Zeit einen Parcours umrunden.
Der Spießrutenlauf (RTL 2), Der Eliminator (DSF)
Die Kandidaten bewegen sich hier auf einem Parcours, der einem klassischen Computerspiel ähnelt. Sie müssen springen und Hindernissen ausweichen, die ihnen die Silbergeister in den Weg legen. Die Kandidaten müssen aber schneller sein als der Roboter. Dieser läuft oben mit, ist er aber vor den Kandidaten im Ziel, scheiden sie aus.
Die Karaokebar
Koji und Takayuki entscheiden über das sängerische Talent der Kandidaten, die am schlechtesten Beurteilten scheiden aus.
Der Surfkurs (RTL 2), Das Surfbrett (DSF)
Die Kandidaten müssen auf ein Surfbrett steigen, welches sich mit einem Radius von ca. 10 Metern um einen Mittelpunkt dreht. Sie müssen eine ganze Umdrehung schaffen, ohne dabei herunterzufallen, jedoch sind auf dem Weg mehrere Hindernisse im Weg, wie z. B. eine Plattform mit Yohichi Shimada als Pocahontas verkleidet oder riesige aufgeblasene Fische, die es zu überspringen gilt.
Das Pferderennen
Die Kandidaten haben ein Pferdekostüm an, an dem vorne ihre Beine herausgucken und an dem hinten zwei kleine Räder befestigt sind. In diesem Kostüm müssen fünf Kandidaten gleichzeitig einen Parcours bewältigen. Nur die ersten zwei im Ziel kommen weiter.
Die Seilbahn (DSF)
Der Kandidat muss von oben bis nach unten mit der Seilbahn fahren. Während der Fahrt müssen die Kandidaten an 3 Stationen mit Laserpistolen Takeshis Leute „abschießen“. Nur wer alle drei Stationen getroffen hat, kommt weiter. Dieses Spiel ersetzte in den Folgen 108 und 109 das Spiel „Der Tunnelterror bzw. Die geheimen Eingänge“.
Die Zauberkiste (DSF)
Der Kandidat startet von einer Plattform aus und muss sich in eine Art Kiste, die oben per Laufkatze geführt wird, setzen, um den gegenüberliegenden Steg zu erreichen. Dabei sieht der Kandidat nicht, wo er sich befindet, um die Falltür unter der Kiste richtig zu öffnen.
Der Tunnelterror (RTL 2), Die geheimen Eingänge (DSF)
Die fünf geheimen Zugänge zum Vorplatz der Burg des Fürsten werden von Tatsuo und Makoto bewacht, die sich in zwei der Eingänge verstecken. Trifft ein Kandidat auf sie, ist er ausgeschieden. Dieses Spiel wurde so oft wie kein anderes gespielt.
Das Finale
General Tani steht mit seinen verbliebenen Mitstreitern der vollständigen Mannschaft des Fürsten gegenüber. Alle sitzen in mit Sensoren ausgestatteten Fahrzeugen. Wer mit seiner Waffe (Wasserstrahl, ab japanischer Folge 88 Laserstrahl) den Sensor am Wagen eines Gegners trifft, kann diesen damit ausschalten. Trifft ein Schuss den Sensor am Fahrzeug des Fürsten, ist die Burg gefallen. In bestimmten Episoden hatten die Kandidaten und Burgherren die Sensoren an ihren Helmen. (Ausnahme: In den ersten vier Folgen mussten die verbliebenen Kandidaten, die Burg von Takeshi zu Fuß erstürmen, das heißt, die Kandidaten mussten die Treppen des Schlosses erklimmen; an der Spitze wartete Fürst Takeshi). Diese Version des Finales ähnelt dem Spiel „Die Grenzmauer“.

### Teamspiele
Für Episoden, in denen keine einzelne Person gegen Takeshi antritt, sondern ein Team aus zwei Personen, gibt es eigene Spiele:
Die Wasserwippe (RTL 2), Das Baumstammlaufen (DSF)
Die zwei Teilnehmer müssen über mehrere im Wasser liegende Wippen laufen, um das Wasser zu überqueren.
Die Dominohöhle
Das Team muss gemeinsam über riesige hintereinanderstehende Dominosteine laufen.
Hau den Lukas (RTL 2), Das Mühlespiel (DSF)
Ein Teammitglied steht auf einem Stapel übereinander liegender Steine, der andere stößt die Steine bis zum Letzten mit einem Hammer heraus, ohne das sein Mitspieler herunterfällt.
Die Schildkrötensuppe (RTL 2), Der Lotusteich (DSF)
Spiel für Elternteil und Kind. Der Vater bzw. die Mutter verkleidet sich als Schildkröte, das Kind nimmt auf dem Rückenpanzer Platz. Dieses „Gespann“ muss nun einen Parcours zurücklegen, und unter anderem auf einem schmalen Steg einen Teich überqueren. Dieses Spiel wurde nur in der 42. japanischen Folge gespielt.
Das Go-Kart-Fahren
Spiel für Elternteil und Kind. Die Eltern nehmen auf den Karts Platz, die Kinder stellen sich auf ein Podest und kriegen eine Fernsteuerung in die Hand, mit der sie das elterliche Kart steuern. Ziel ist es, innerhalb einer bestimmten Zeit eine volle Runde zu fahren.
Das Bettensuchen
Spiel für Pärchen. Die Männer starten von links, die Frauen von rechts. Ziel ist es, innerhalb von 30 Sekunden den Partner zu finden und mit ihm in ein freies Bett zu hüpfen.
Das Fass ohne Boden (RTL 2), Das Zauberfass (DSF)
Spiel für Elternteil und Kind. Der Elternteil muss auf einem Fass Platz nehmen. Die Kinder müssen Schwerter in die Löcher des Fasses stecken. Zwei der Löcher führen allerdings zum Absturz der Eltern. Ziel ist es, vier bzw. fünf Schwerter in das Fass zu stecken. Wurde auch einmal als Einzelspiel gespielt, Michiru Jo übernahm in diesem Fall das Einstecken der Schwerter.
Kind im Rucksack
Startspiel für Elternteil und Kind. Die Eltern suchen die Kinder, die in Rucksäcken auf dem Vorplatz der Burg liegen. Sie müssen dabei ihre Kinder nur anhand der Hände, die aus dem Rucksack herausragen erkennen und dann bis zur Ziellinie tragen. Gelingt dies in der vorgeschriebenen Zeit sind Kind und Elternteil weiter. Wird jedoch das falsche Kind geholt oder die Zeit ist abgelaufen ist das Team ausgeschieden. Dieses Spiel wurde nur in der 42. japanischen Folge gespielt.
Das Würfelspiel
Spiel für Pärchen. Mann und Frau schlüpfen jeweils in riesige Würfelkostüme. Dann werden sie nacheinander von einer Anhöhe heruntergerollt. Beide kommen nur weiter, wenn jeweils die gleiche Augenzahl auf den Würfeln zu sehen ist.

## DVD-Veröffentlichung
Am 14. Februar 2008 wurde von Kurt Media und Ascot Elite zum ersten Mal eine DVD-Sammlung namens „Takeshi’s Castle – Das Original Vol. 1“ mit 12 Episoden aus den Sendejahren von DSF (Sport1) veröffentlicht, wobei es sich um die Frühzeit der Sendung handelt. Darin zu finden ist die vierte Ausgabe der Show sowie 11 weitere Folgen mit Takeshi und seinem verschlagenen Berater Ishikura. Weiterhin enthält die 3er-DVD-Box das Kinder- und das Pärchen-Special.
Geplant waren nach den Angaben im beiliegenden Booklet zwei weitere Teile, die die Highlights der späteren Staffeln enthalten sollten.
Zur Veröffentlichung dieser beiden Teile kam es aber nicht mehr, nachdem Kurt Media die Rechte an der Serie wieder entzogen worden waren. Auch die erste Box wird nicht mehr nachproduziert.
In Japan ist seit kurzem eine DVD-Collection mit einigen originalen Folgen erhältlich.